# Keine Sterne in Athen (3-4-5 × in 1 Monat)
Keine Sterne in Athen (3-4-5 × in 1 Monat) ist ein Lied von Stephan Remmler aus dem Jahr 1986.
Text und Musik des auf Album Stephan Remmler erschienenen Stückes stammen von ihm selbst. Das Lied wird der Neuen Deutschen Welle zugerechnet. In Deutschland platzierte es sich auf Platz drei der Single-Charts.
In dem Lied geht es um ein Paar mit völlig unterschiedlichen Erwartungen von ihrer Beziehung. Der Mann möchte mit seiner Freundin nicht auf Urlaub fahren, da er drei Wochen enges Zusammensein mit ihr nicht aushalten würde. Für ihn sind die am Anfang erwähnten drei bis fünf Zusammentreffen mit ihr pro Monat ausreichend, während sich die Frau vom gemeinsamen Urlaub eine engere Bindung zwischen beiden erhofft. 
Es existiert eine englischsprachige Version mit dem Titel I Don’t Go to U.S.A. Diese Fassung geht inhaltlich in eine andere Richtung: Der Mann hat gerade seine Freundin Gretel am Flugplatz abgesetzt, die in die USA reisen möchte. Er selbst möchte jedoch nicht in die USA mitreisen und zieht es vor, daheim zu bleiben (Textauszug: „I’m happy here in Sankt Kathrein, give me my Schnaps and I feel fine. I don’t mind to be alone, but I want to be at home“).
Remmler selbst beschrieb die englische Version in seiner 1990 erschienen Zusammenstellung 10 Jahre bei der Stange so:

„Wo wir gerade von USA reden: Die englische Version von ›Keine Sterne in Athen‹ hiess ›I don’t go to USA‹ und war Nr. 1 in den Philippinen. Warum wohl gerade da.“

2014 nahm Remmler eine neue Version zusammen mit LaBrassBanda auf, die u. a. zum Soundtrack von Winterkartoffelknödel gehörte und auf LaBrassBandas Album Kiah Royal erschien.